# TGestiona
TGestiona é uma empresa de origem espanhola, pertencente ao grupo de telefonia móvel e fixa espanhola Telefônica. A empresa é especializada na prestação de serviços de suporte administrativo, outsourcing, operações logísticas e gestão de terceiros, estando presente em cinco países além do Brasil: Espanha, Peru, Chile, Colombia, e Argentina.
Atualmente, a empresa conta com um quadro de 7.000 funcionários sendo 1.600 da TGestiona Brasil.
Em 2005 a empresa reuniu um faturamento de R$ 120 milhões no Brasil.